# Chrysobothris harrisi
Chrysobothris harrisi es una especie de escarabajo del género Chrysobothris, familia Buprestidae. Fue descrita científicamente por Hentz en 1827.
Mide entre 6-9 mm.
Vive desde Florida y Alabama hasta Dakota del Sur y Baja California.
Las larvas se hospedan en Picea glauca, P. strobus y P. virginiana.